# Sentenac-d'Oust
Sentenac-d'Oust é uma comuna francesa na região administrativa de Occitânia, no departamento de Ariège. Estende-se por uma área de 18,38 km². Em 2010 a comuna tinha 109 habitantes (densidade: 5,9 hab./km²).